# The Leak
The Leak är en EP av Lil Wayne, släppt den 25 december 2007. Låtarna på EP:n var inspelade för albumet Tha Carter III, men läckte ut på internet, därav namnet The Leak (leak betyder läcka på svenska). Låtarna används fortfarande som bonuslåtar på Tha Carter III.

## Låtlista
1. "I'm Me" - 4:54
2. "Gossip" - 3:24
3. "Kush" - 3:41
4. "Love Me or Hate Me" - 3:59
5. "Talkin' About It" - 3:31